# بويد جونز
بويد جونز (بالإنجليزية: Boyd Jones)‏ هو لاعب كرة قدم أمريكية أمريكي، ولد في 30 مايو 1961 في غالفستون في الولايات المتحدة.

## وصلات خارجية
- بويد جونز على موقع مرجع كرة القدم المحترفة.كوم (الإنجليزية)